# Saison cyclonique 2024 dans l'océan Atlantique nord
La saison cyclonique 2024 dans l'océan Atlantique nord est la période favorable au développement des ouragans atlantiques qui officiellement se déroule selon l'Organisation météorologique mondiale du 1er juin 2024 au 30 novembre 2024 (les dates réelles varient d'année en année), mais pour laquelle des prévisions météorologiques tropicales sont régulièrement publiées dès le 15 mai. Le National Hurricane Center (NHC) américain émet des avis et avertissements visant ce bassin océanique pour les cyclones tropicaux mais également, depuis 2017, pour des « cyclones tropicaux potentiels »,. Les avis pour ces tempêtes potentielles ont le même contenu que les avis normaux mais incluent la probabilité de développement.
La saison a mis du temps à débuter alors que le premier système tropical, Alberto, a été nommé seulement le 19 juin ce qui est le 2ème départ le plus tardif depuis la saison 2014. L'ouragan Beryl, un ouragan capverdien, s'est formé fin juin, extrêmement rare pour ce mois, et a atteint la catégorie 5 de l'échelle de Saffir-Simpson au début juillet soit le plus précoce de cette intensité enregistré dans l'Atlantique et seulement le deuxième enregistré en juillet. L'activité fut sporadique pendant la majeure partie du mois de juillet en raison de la présence de la couche d'air saharien sur une grande partie de l'Atlantique.
Début août, l'ouragan Debby s'est développé dans le golfe du Mexique avant de toucher terre en Floride et en Caroline du Sud. Ses restes ont causé des inondations jusqu'au sud du Québec, Canada. Peu de temps après, l'ouragan Ernesto a touché les Petites Antilles, Porto Rico et les Bermudes à la mi-août. Après une accalmie inhabituelle de l'activité fin août et début septembre, l'ouragan Francine s'est formé dans le golfe, puis a touché terre en Louisiane. On a assisté ensuite à une explosion de système à partir de la fin septembre, débutant avec l'ouragan Helene formé au-dessus des Caraïbes occidentales avant de se déplacer vers la région de Big Bend Coast en Floride le 26 septembre à la catégorie 4, faisant des dégâts énormes et plus de 230 morts. Puis, en rapide succession, 7 cyclones dont l'ouragan Milton, atteignant la catégorie 5 avant de frapper la Floride à la catégorie 3 moins de 2 semaines après Helene. En octobre, Oscar bat le record du plus petit cyclone avec un rayon de 10 km pour la zone affectée par des vents d'ouragan.
Début novembre, l'ouragan Rafael a touché l'ouest de Cuba à la catégorie 3 et passe dans le golfe du Mexique, y égalant Kate de 1985 comme l'ouragan de novembre le plus fort jamais enregistré dans ce plan d'eau. À la mi-novembre, la tempête tropicale Sara laisse de fortes pluies au Honduras, au Belize et les pays environnants pour terminer la saison.
Les autorités ont dénombré plus de 400 morts et les dégâts ont été estimés à au moins 163 milliards $US avec les 18 cyclones tropicaux de la saison, dont 5 ouragans majeurs. Le golfe du Mexique et la mer des Caraïbes ont constitué le bassin le plus actif alors que la Floride a été particulièrement touchée avec 3 ouragans la frappant, dont 2 majeurs (Helene et Milton).
Le 2 avril 2025, le Comité des ouragans de l'Organisation météorologique mondiale (OMM) a retiré les noms Beryl, Helene et Milton des listes utilisées pour baptiser les cyclones tropicaux du bassin atlantique en raison du très lourd bilan humain et matériel de ces tempêtes en 2024. Ils seront remplacés par Brianna, Holly et Miguel dans les listes futures de noms.

## Prévisions
Avant et pendant la saison, plusieurs services météorologiques nationaux et agences scientifiques prévoient combien de tempêtes tropicales, d'ouragans et d'ouragans majeurs (Catégorie 3 ou plus sur l'échelle de Saffir-Simpson) se formeront pendant une saison. Ces organismes comprennent le Consortium sur les risques de tempête tropicale (TSR) du University College de Londres, le National Weather Service de la National Oceanic and Atmospheric Administration (NOAA) américaine et l'Université d'État du Colorado (CSU). Les prévisions comprennent des changements hebdomadaires et mensuels des facteurs importants qui influencent ce nombre.
Certaines de ces prévisions prennent également en compte ce qui s'est passé au cours des saisons précédentes et l'état du cycle de l'ENSO comme la présence d'un événement La Niña ou El Niño. En moyenne, une saison des ouragans de l'Atlantique entre 1981 et 2010 a comporté douze tempêtes tropicales, six ouragans et trois ouragans majeurs, avec un indice d'énergie cyclonique accumulée (ACE) compris entre 66 et 103 unités. Ces chiffres ont augmenté durant la période 1991 à 2020.

### Prévisions d'avant saison
| Source                                                  | Date                                                     | Tempêtes nommées | Ouragans         | Ouragans majeurs         | Réf.                    |
| ------------------------------------------------------- | -------------------------------------------------------- | ---------------- | ---------------- | ------------------------ | ----------------------- |
| TSR                                                     | 11 décembre 2023 8 avril 2024 30 mai 2024 5 juillet 2024 | 20 23 24 26      | 9 11 12 13       | 4 5 6                    | [ 5 ] [ 6 ] [ 7 ] [ 8 ] |
| CSU                                                     | 4 avril 2024 9 juillet 2024                              | 23 25            | 11 12            | 5 6                      | [ 9 ] [ 10 ]            |
| NCSU                                                    | 16 avril 2024                                            | 15 à 20          | 10 à 12          | 3 à 4                    | [ 11 ]                  |
| Met Office                                              | 22 mai 2024                                              | 22               | 12               | 4                        | [ 12 ]                  |
| NOAA (NWS)                                              | 23 mai 2024                                              | 17 à 25          | 8 à 13           | 4 à 7                    | [ 13 ]                  |
| CEPMMT/ Météo-France                                    | 5 avril 2024                                             | 21 (±4,6)        | 11 (±3,4)        | -                        | [ 14 ]                  |
| ––––––––––––––––––––––––––––––––––––––––––––––––––––––– |                                                          |                  |                  |                          |                         |
|                                                         |                                                          | Tempête nommées  | Ouragans         | Ouragan majeurs          | Réf.                    |
| Moyenne (1981–2010)                                     | Moyenne (1981–2010)                                      | 12,1             | 6,4              | 2,7                      | ,                       |
| Moyenne (1991–2020)                                     | Moyenne (1991–2020)                                      | 14,4             | 7,2              | 3,2                      | [ 17 ]                  |
| Record d'activité maximum                               | Record d'activité maximum                                | 30 (saison 2020) | 15 (saison 2005) | 7 (saisons 2005 et 2020) | [ 4 ]                   |
| Record de plus faible activité                          | Record de plus faible activité                           | 4 (saison 1983)  | 2 (saison 1982)  | 0 (saison 1994)          | [ 4 ]                   |

Le 11 décembre 2023, Tropical Storm Risk (TSR) a publié ses prévisions à long terme pour la saison 2024, prévoyant une saison supérieure à la moyenne en nombre et en intensité avec 20 tempêtes nommées et 9 ouragans dont 4 majeurs. Le site a tenu compte de plusieurs facteurs pour ces prévisions, tels que les températures de surface de la mer toujours chaudes dans la majeure partie du bassin, en particulier dans la principale région de développement et dans la mer des Caraïbes, et l'actuel El Niño qui devrait s'affaiblir pour atteindre un stade neutre d'ici août 2024.
Le 4 avril 2024, l'Université d'État du Colorado (CSU) a publié ses prévisions, appelant à une saison des ouragans extrêmement active, avec 23 tempêtes nommées, 11 ouragans et 5 ouragans majeurs, avec une énergie cumulative des cyclones tropicaux (ACE) élevée de 210, citant les températures extrêmement chaudes de la surface de la mer de l'Atlantique et le développement d'un La Niña en seconde partie de la saison. Le 5 avril, Météo-France/CEPMMT a prévu 21 tempêtes nommées dont 11 ouragans pour les mêmes raisons.
Le 8 avril, TSR a mis à jour ses prévisions, prévoyant 23 tempêtes tropicales, 11 ouragans et 5 ouragans majeurs, basant son augmentation sur le même raisonnement que la CSU. Le 16 avril, l'université d'État de Caroline du Nord (NCSU) a publié sa première prévision de 15 à 20 tempêtes nommées, 10 à 12 ouragans et 3 à 4 ouragans majeurs, soit bien au-dessus de la normale mais un peu moins que CSU et TSR.
Le 22 mai, le Met office a publié ses prévisions de 22 tempêtes tropicales nommées et de 12 ouragans dont 2 à 6 majeurs avec un ACE de 212. Il s'agit encore là d'une saison bien supérieure à la normale. Le lendemain, la NOAA prévoyait une fourchette de 17 à 25 tempêtes nommées et 8 à 13 ouragans dont 4 à 7 majeurs. Les deux services indiquaient que le développement du phénomène La Niña et les températures de surface de la mer, toujours plus chaudes que la moyenne dans l’Atlantique Nord tropical, étaient en cause.
Finalement, le 30 mai, TSR a légèrement ajusté sa prévision.

### Mise à jour en saison
Le TSR a mis à jour ses prévisions le 5 juillet avec 26 tempêtes nommées, 13 ouragans et six ouragans majeurs avec un ACE de 240. Le 9 juillet, la CSU a fait de même, augmentant ses chiffres à 25 tempêtes nommées, 12 ouragans, 6 ouragans majeurs et un ACE de 230.

## Noms des tempêtes
La liste des noms utilisée pour nommer les tempêtes et les ouragans pour 2024 sera la même que celle de la saison cyclonique 2018, sauf Francine et Milton qui ont remplacé respectivement Florence et Michael qui ont été retirés à cause de leurs impacts. Les noms utilisés en 2024 qui pourraient faire l'objet d'un retrait à cause de leurs effets seront annoncés au printemps 2025 lors de la réunion de l'Organisation météorologique mondiale.
Depuis 2021, le comité sur les ouragans de l'Organisation météorologique mondiale a décidé de ne plus utiliser des noms provenant de l'alphabet grec, utilisation qui a créé certains problèmes antérieurement, au cas où la liste principale serait épuisée comme en 2020. En remplacement, il a été convenu de créer une liste complémentaire de noms par ordre alphabétique pour toutes les lettres de l'alphabet (à l'exclusion des lettres Q, U, X, Y et Z peu usitées).
| TT | Alberto |
| C5 | Beryl   |
| TT | Chris   |
| C1 | Debby   |

| C2 | Ernesto  |
| C2 | Francine |
| TT | Gordon   |
| C4 | Helene   |

| C2 | Isaac  |
| TT | Joyce  |
| C4 | Kirk   |
| C2 | Leslie |

| C5 | Milton |
| TT | Nadine |
| C1 | Oscar  |
| TT | Patty  |

| C3  | Rafael  |
| TT  | Sara    |
| N/D | Tony    |
| N/D | Valerie |

| N/D | William |

| TT | Alberto |
| C5 | Beryl   |
| TT | Chris   |
| C1 | Debby   |

| C2 | Ernesto  |
| C2 | Francine |
| TT | Gordon   |
| C4 | Helene   |

| C2 | Isaac  |
| TT | Joyce  |
| C4 | Kirk   |
| C2 | Leslie |

| C5 | Milton |
| TT | Nadine |
| C1 | Oscar  |
| TT | Patty  |

| C3  | Rafael  |
| TT  | Sara    |
| N/D | Tony    |
| N/D | Valerie |

| N/D | William |

## Chronologie des événements
| D | T | 1 | 2 | 3 | 4 | 5 |

## Résumé de la saison
| Cyclone  | Directs | Indirects | Dommages (Milliards $US) | Réf.   |
| -------- | ------- | --------- | ------------------------ | ------ |
| Alberto  | 2       | 3         | 0,179                    | ,      |
| Beryl    | 43      | 20        | >7                       | ,      |
| Chris    | 5       | 1         | N/D                      | ,      |
| Debby    | 9       | 0         | ~ 14                     | ,      |
| Ernesto  | 0       | 3         | N/D                      | [ 34 ] |
| Francine | 0       | 0         | 1,5                      | [ 35 ] |
| Helene   | 176     | 74        | ≥ 90                     | ,      |
| Milton   | 18      | 27        | 30 à 50                  | ,      |
| Nadine   | 3       | 0         | N/D                      | [ 42 ] |
| Oscar    | 7       | 0         | N/D                      | [ 43 ] |
| Rafael   | 3       | 5         | N/D                      | ,      |
| Sara     | 11      | 0         | N/D                      | ,      |
| Total    | 277     | 133       | >163                     |        |
| Total    | 410     |           | >163                     |        |

### Début lent
Bien que la saison des ouragans 2024 dans l’Atlantique nord ait officiellement débuté le 1er juin, le premier système, la tempête Alberto, n'est apparu que le 19 juin après une gestation de plusieurs jours. Elle a donné des pluies abondantes sur le nord-est du Mexique et le sud du Texas avant de se dissiper sur terre le 20 juin. C'est le plus lent départ depuis 2014 à cause de la présence d'un dôme de chaleur stationnaire au-dessus de l'Amérique centrale et du Mexique. En effet, l'anticyclone à sa source produisait une subsidence d'air sec et un fort cisaillement du vent pour tout système approchant des côtes depuis le golfe du Mexique et le nord de la mer des Caraïbes, régions généralement favorables à la cyclogénèse tropicale en juin.
Après quelques ondes tropicales sans lendemain, une nouvelle dépression tropicale est apparue le 28 juin dans l'Atlantique tropicale. Il s'agit d'un développement inhabituel alors que seulement quelques tempêtes peuvent tirer leur origine si loin à l'est dans les annales en juin. Le système est rapidement passé à tempête tropicale Beryl le 29 juin puis est devenu le premier ouragan de la saison et, grâce à un intensification rapide, est passé à la catégorie 4 de l'échelle de Saffir-Simpson moins de 36 heures plus tard avant de traverser le sud des Petites Antilles le 1er juillet et d'atteindre la catégorie 5 dans la mer des Caraïbes le lendemain. Passant ensuite juste au sud de la Jamaïque et des îles Caïmans, affaibli à la catégorie 3, l'ouragan a frappé la côte de la péninsule du Yucatán le 5 juillet à la catégorie 2. Après être ressorti sur le golfe du Mexique quelques heures plus tard sous la forme d'une tempête tropicale, Beryl a traversé celui-ci vers la côte du Texas. Elle est redevenue un ouragan de catégorie 1 juste avant de toucher terre pour une troisième fois près de Matagorda (Texas), le matin du 8 juillet. Avec la friction et prise dans un flux du sud-ouest, Beryl s'est rapidement affaibli en se dirigeant vers le nord-est et est devenu post-tropical le 9 juillet en passant en Arkansas. Malgré tout, la dépression a traîné avec elle un panache d'humidité tropicale qui a donné de fortes pluies et orages jusque dans l'est du Canada. Juste avant le passage de Beryl sur la péninsule du Yucatán, une faible tempête tropicale appelée Chris y a sévi du 30 juin au 1er juillet mais plus à l'ouest. Malgré sa durée de vie courte, des pluies torrentielles ont causé des glissements de terrain et des crues soudaines, faisant 5 morts directs et 1 indirects.

### Août
Il a fallu attendre plus de 3 semaines avant le système suivant alors que Debby a été déclaré dépression tropicale seulement le 3 août au nord de La Havane, Cuba. Se développant graduellement, elle a remonté vers le nord et atteint le niveau d'ouragan de catégorie 1 juste avant de frapper le nord de la Floride la nuit du 4 au 5 août. Par la suite, Debby a traversé la péninsule pour émerger temporairement sur l'Atlantique comme tempête tropicale avant de retourner dans les terres une seconde fois en Caroline du Sud. Affaiblie, cell-ci se dirige vers le nord-est avant de se transformer en tempête frontale au-dessus de la Virginie et de se diriger vers le Canada. Le système a donné partout sur sa trajectoire des pluies diluviennes et fait au moins 9 morts,.
Une onde tropicale venant du centre de l'Atlantique tropical est finalement devenu un tempête le 12 août près des Petites Antilles. Prenant lentement de l'intensité, elle devenue l'ouragan Ernesto le 14 août au nord de Porto Rico. Augmentant jusqu'à la catégorie 2 de l'échelle de Saffir-Simpson, il est passé directement sur les Bermudes, un événement rare, légèrement diminué le 17 août. Le système est ensuite passé près mais au large du sud-est de Terre-Neuve avant en transition extratropical en direction de l'Europe le 20 août. Ernesto a causé des dommages par le vent et la pluie torrentielles, surtout à Porto Rico, et fait deux morts indirects par sa houle cyclonique se propageant sur la côte est des États-Unis.
Le reste du mois n'a vu aucun autre système malgré le passage de plusieurs ondes tropicales en provenance d'Afrique de l'Ouest. Celles-ci ont cependant quitté la côte à une latitude plus élevée que d'habitude, absorbant beaucoup de poussière saharienne et d'air sec qui ont entravé leur développement. De plus, les vents de nord-est inhabituellement forts en altitude sur l'Atlantique Est, liés à une oscillation nord-atlantique positive persistante, ont causé un cisaillement des vents qui a inhibé ces perturbations. Finalement, bien que la température de surface de la mer était à des niveaux record dans la majeure partie de la région principale de développement des ouragans, les températures à quelques kilomètres d'altitude ont aussi été inhabituellement chaudes durant la saison, limitant fortement l'instabilité de l'air et la convection profonde, moteur des systèmes tropicaux.

### Début septembre
Les mêmes conditions ont persisté durant la première semaine du mois de septembre. Une onde tropicale a cependant réussi à traverser la mer des Caraïbes et la péninsule du Yucatán sans se dissiper et a finalement formé la tempête tropicale Francine le 9 septembre dans l'ouest du golfe du Mexique. Remontant vers le nord, elle est devenue un ouragan de catégorie 1 à 0 h UTC le 11 septembre puis de catégorie 2 en fin de journée, juste avant de toucher la côte près de Morgan City (Louisiane). Elle s'est enfoncée ensuite dans les terres en faiblissant rapidement et est devenue post-tropicale sur le Mississippi le 12 septembre. Le système a arrosé copieusement le Sud-Central des États-Unis et le nord-est du Mexique tout en causant une dangereuse onde de tempête.
Le 11 septembre, une dépression tropicale s'est formée à l'ouest des îles du Cap-Vert. Elle est devenue la tempête tropicale Gordon deux jours plus tard, à mi-chemin entre ces îles et les Antilles. Se déplaçant lentement vers l'ouest dans des conditions peu favorables, le système a eu bien de la misère à persister. Le 17 septembre, le NHC a émis un dernier bulletin pour les restes désorganisés de Gordon.

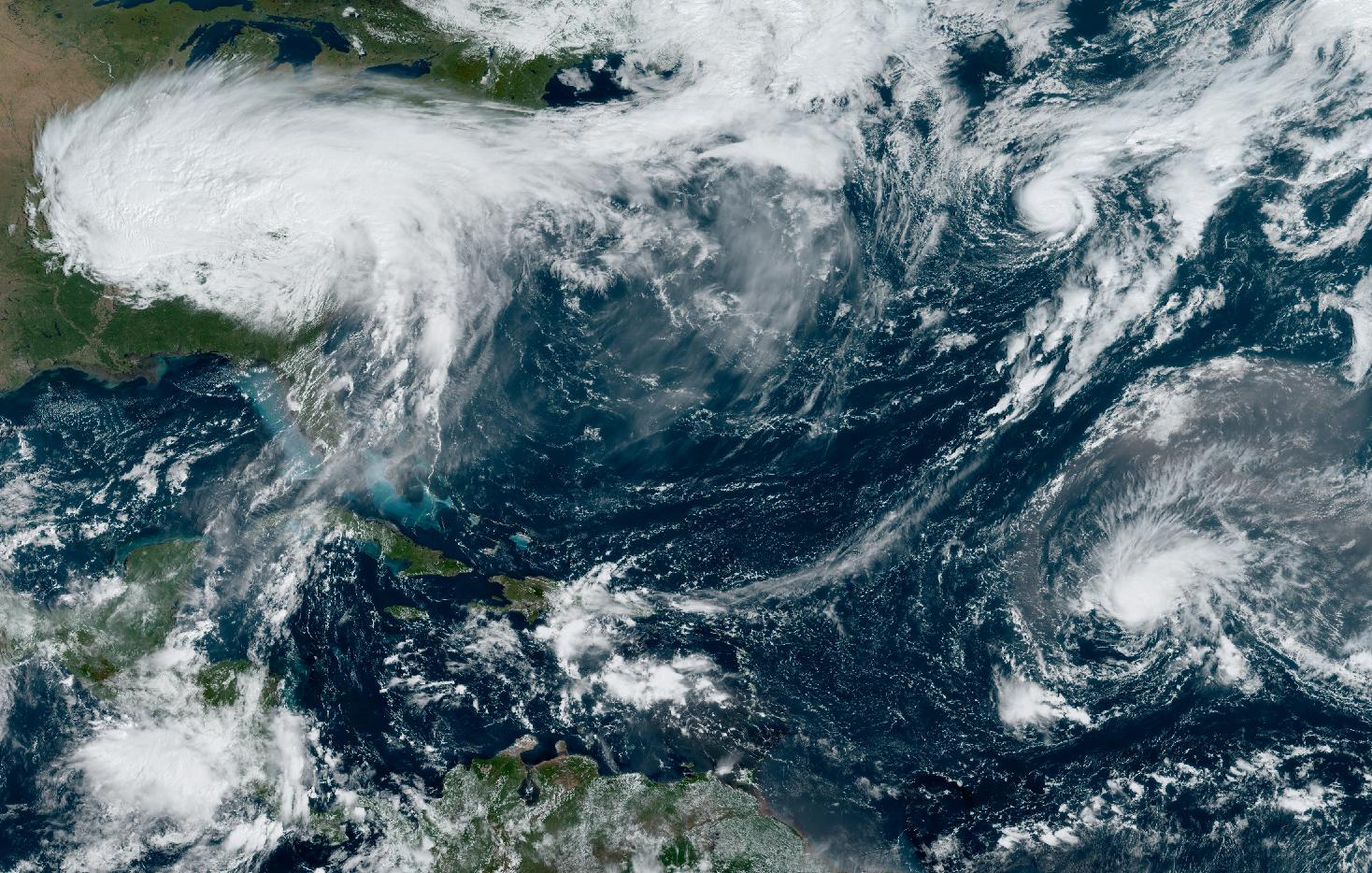
Image satellite d'Helene, Isaac et Joyce.

Du 15 au 16 septembre, le NHC a émis des bulletins pour un cyclone tropical potentiel au large de la Caroline du Sud. Bien que celui ne se soit jamais organisé en tempête tropicale et que les bulletins aient cessé lorsque son centre mal défini est entré dans les terres, il a donné de fortes pluies, une onde de tempête et des vents violents sur les Carolines.

### Forte activité en fin septembre et octobre

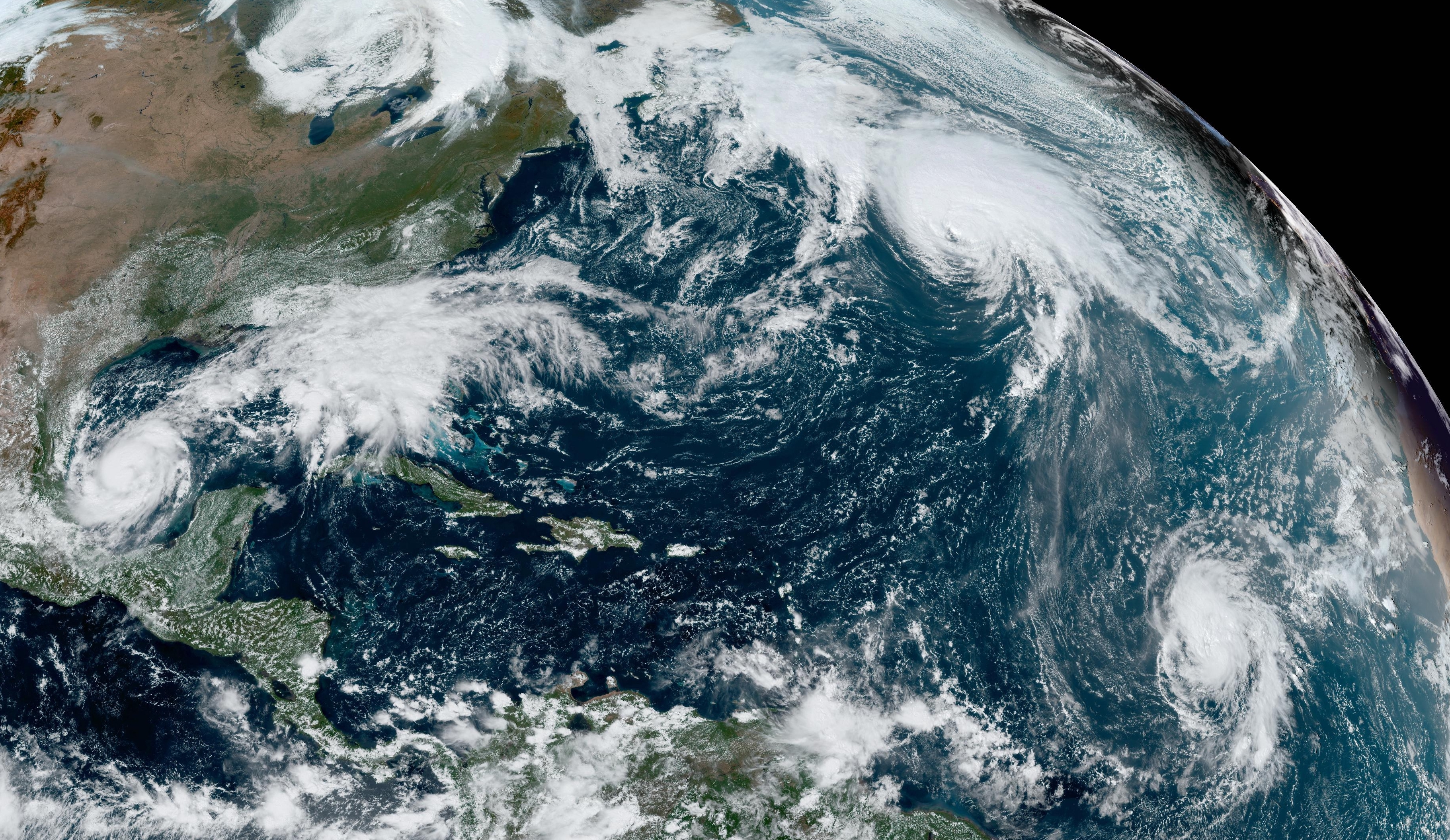
Kirk, Leslie et Milton le 6 octobre.

La fin du mois de septembre a été marquée par une explosion de systèmes tropicaux. Le premier est l'ouragan Helene qui s'est formé dans le nord-est de la mer des Caraïbes le 24 septembre et a frappé le sud-est des États-Unis quelques jours plus tard à la catégorie 4 de l'échelle de Saffir-Sipmson, faisant de lourds dégâts par la pluie, les vents et l'onde de tempête sur tout le sud-est des États-Unis et tuant plus de 200 personnes. C'est le deuxième cyclone de la saison à frapper la région du Big Bend Coast de Floride, le premier étant Debby.
Le 26 et le 27, Isaac et Joyce se sont formés au milieu de l'Atlantique, le premier entre Terre-Neuve et les Bermudes alors que le second est apparu entre la côte africaine et les Petites Antilles. Isaac a réussi à devenir un ouragan de catégorie 2 avant de faiblir et de venir extratropical bien au nord des Açores le 30 septembre. Quant à Joyce, rencontrant des conditions défavorables, la tempête s'est éteinte le lendemain.
Pour compléter le mois, une autre onde tropicale sortie de la côte ouest africaine est devenue le 29 septembre la dépression tropicale Douze à l'ouest du Cap-Vert puis la tempête tropicale Kirk le lendemain. Le système est devenu un ouragan le 1er octobre et le 3 octobre, grâce à des conditions très favorables, il a atteint la catégorie 4 au milieu de l'Atlantique Nord subtropical. Cependant, en se dirigeant vers le nord, il rencontre de plus en plus de cisaillement des vents en altitude et de l'eau plus fraîche ce qui le fait faiblir graduellement les 5 et 6 octobre. Il est devenu le 7 octobre une tempête frontale qui est passée au nord des Açores en direction de l'ouest de l'Europe.

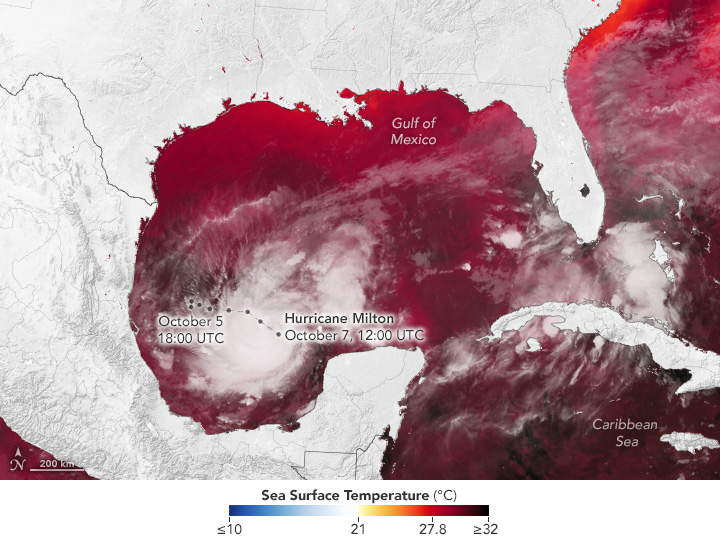
Température extrêmement chaude du golfe du Mexique favorisant l'intensification de Milton.

Pendant ce temps, un autre système se forme à l'ouest-sud-ouest des îles du Cap-Vert et atteint même le niveau d'ouragan, nommé Leslie, le 5 octobre. Cependant, il rencontre des conditions difficiles en remontant vers le nord sur les traces de Kirk. Le même jour, dans le golfe du Mexique, s'est développée la tempête Milton qui traversera d'ouest en est ce bassin pour devenir un ouragan de catégorie 5, frôler le Yucatán et frapper directement à la catégorie 3 la Floride le 9 octobre, le second ouragan à le faire en environ deux semaines.
Le 19 octobre, deux systèmes sont apparus : Nadine et Oscar. Les deux proviennent d'ondes qui ont pris longtemps à se développer mais qui ont eu une intensification rapide grâce à une température des mers anormalement chaude en fin octobre. Nadine de courte durée de vie a frappé le Belize, le Guatemala et le sud du Mexique, laissant des pluies diluviennes. Oscar s'est développé au nord d'Hispaniola pour devenir un ouragan de catégorie 1 et frapper le sud de Cuba avant d'en ressortir vers le nord-est. Il a battu le record du plus petit cyclone tropical avec 10 km de rayon pour la zone affectée par des vents de force d'ouragan,,.

### Novembre
Après une nouvelle accalmie à la fin octobre, l'acitivité a repris avec la faible Patty le 2 novembre, affectant les Açores. Elle a été suivie par l'ouragan Rafael née le 4 novembre sur les eaux très chaudes de la mer des Caraïbes et qui a frappé le nord-ouest de Cuba à la catégorie 3 de l'échelle de Saffir-Simpson avant de dépérir dans l'ouest du golfe du Mexique le 10 novembre. Le lendemain, une autre onde tropicale a commencé à être suivi par le NHC dans la mer des Caraïbes. Elle est devenue la tempête tropicale Sara le 14 novembre au large de l'Amérique centrale, déversant des quantités énormes de pluie sur le Honduras les jours suivants avant de se dissiper dans la baie de Campêche le 18 novembre après avoir fait 11 morts. Sara a marqué la fin de la saison cyclonique.

## Cyclones tropicaux

### Tempête tropicaleAlberto
Le 12 juin, le National Hurricane Center (NHC) a commencé à suivre une perturbation météorologique dans le golfe du Honduras ayant un potentiel de développement lorsqu'elle atteindrait l'ouest du golfe du Mexique. Le 17 juin, une vaste zone dépressionnaire avec un centre mal défini s'est effectivement formée sur la baie de Campêche et a été nommée cyclone tropical potentiel plus tard en journée. Le 18 juin, bien que la probabilité de devenir un cyclone tropical restait faible, un avertissement de tempête était émis pour la côte mexicaine et le Texas du Sud pour les fortes pluies associées à ce système.
Le 19 juin à 15 h UTC, le NHC a émis un premier bulletin pour la tempête tropicale Alberto à la suite des rapports d'un avion de reconnaissance et de bouées météorologiques qui indiquaient que le système s'était finalement mieux organisé à 300 km à l'est de Tampico (Mexique). Tard la nuit suivante, Alberto a touché la côte mexicaine près de Tampico et est entré dans les terres. À 15 h UTC le 20, le NHC la déclassait à dépression tropicale. À 21 h UTC, le NHC a émis son dernier bulletin à propos du système en dissipation sur le centre du Mexique.
En préparation pour la tempête, les ports mexicains des États de Tamaulipas, Veracruz, Quintana Roo, Tabasco et Campeche ont été fermés. Alors qu’Alberto approchait des côtes, les autorités du Nuevo León ont signalé le décès de 4 personnes sous les pluies orageuses : un adolescent s'est noyé à Monterrey après avoir été emporté dans une rivière en crue en essayant de récupérer un ballon de soccer, un homme à El Carmen et deux enfants à Allende ont été électrocutés par des fils pendants,,.
Au Texas, 51 comtés ont été mis sous déclaration de catastrophe naturelle. Les fortes pluies dans la région de Galveston ont causé des inondations alors que de nombreuses plages et routes côtières ont été fermées le long de la côte texane à cause de l'onde de tempête,. Certaines parties de la côte de la Louisiane, en particulier Grand Isle, ont aussi été inondées par l'onde. De plus, une tornade d'intensité EF1 a touché terre près de Bellville, causant des dégâts le long d'un corridor 3,2 km, et deux tornades EF0 ont été signalées près de Rockport,,.
Une estimation préliminaire des dommages matériels causés par les pluies et l'onde de tempête était d'environ 125 millions $US au Texas et 54 millions $US au Mexique en plus de 2 morts directs par noyade et 3 indirects par électrocution,,.

### OuraganBeryl
Une onde tropicale sortie de la côte africaine a commencé à générer des orages désorganisés à quelques centaines de kilomètres au sud des îles du Cap-Vert le 25 juin. Le système s'est graduellement développé en se déplaçant vers l'ouest et le 28 juin, le NHC a émis son premier bulletin à 21 h UTC alors que la dépression tropicale Deux était à mi-chemin entre les îles du cap-Vert et les Petites Antilles. Six heures plus tard, elle était rehaussée à tempête tropicale Beryl.
Dès le matin du 29 juin, la Barbade et les îles du Vent environnantes, incluant la Martinique, ont été mises en alerte cyclonique. À 21 h UTC, le NHC a rehaussé Beryl à ouragan de catégorie 1 à 1 160 km l'est-sud-est de la Barbade. En intensification rapide sur les eaux anormalement chaudes, il est passé à la catégorie 2 durant la nuit suivante, puis est devenu un ouragan majeur de catégorie 3 le matin du 30 juin à 675 km de la Barbade selon le rapport d'un avion de reconnaissance. Le système très compact se déplaçait rapidement vers le sud des Petites Antilles et avait un œil bien défini. Le même jour à 15 h 35 UTC, le NHC rehausse Beryl en catégorie 4 et même la côte sud d'Hispaniola est mise en alerte quelques heures plus tard.
La nuit du 30 juin au 1er juillet, l'ouragan a effectué un remplacement du mur de l'œil qui l'a affaibli temporairement à la catégorie 3, mais au matin, Beryl est revenu à la catégorie 4 en passant entre Tobago et la Barbade,. Au matin, l'œil de l'ouragan majeur est passé entre La  Grenade et Saint-Vincent-et-les-Grenadines. Il est ensuite entré dans la mer des Caraïbes en continuant son intensification. À 3 h UTC le 2 juillet, Beryl est passé à la catégorie 5 avec des vents soutenus de 260 km/h et une pression centrale de 938 hPa, selon le rapport d'un avion de reconnaissance, ayant la Jamaïque directement sur son chemin. Durant les heures suivantes, le cyclone tropical s'est encore légèrement creusé et les îles Caïman ont été ajoutées dans l'alerte cyclonique.
Le cyclone tropical a ensuite commencé à subir un cisaillement des vents qui l'a lentement affaibli. Le 3 juillet, le centre Beryl est passé à quelques dizaines de kilomètres au large de la côte sud de la Jamaïque à la catégorie 4. La nuit du 3 au 4 juillet, l'ouragan est passé à moins de 100 km au sud de Grand Cayman à la catégorie 3 de l'échelle de Saffir-Simpson. Après avoir oscillé entre la catégorie 3 et catégorie 2, le centre de l'ouragan Beryl a touché la côte mexicaine juste au nord-est de Tulum à la catégorie 2 à 10 h 5 UTC le 5 juillet.
Après avoir traversé la péninsule du Yucatán, Beryl est redevenue une tempête tropicale avant de ressortir sur le golfe du Mexique après quelques heures. Cette dernière est restée plus ou moins à la même intensité jusqu'à 4 h UTC le 8 juillet alors que le NHC a annoncé que ls système était redevenu un ouragan de catégorie 1 à 105 km au sud-sud-est de Matagorda (Texas). À 9 h UTC ce même jour, Beryl a touché la côte près de Matagorda.
Le système a rapidement perdu de son intensité en entrant dans les terres et à 15 h UTC le 9 juillet, Beryl  a été déclaré un cyclone post-tropical dans le nord-est de l'Arkansas avec des vents soutenus de seulement 45 km/h mais se dirigeant vers le nord-est de l'Amérique du Nord en apportant un fort contenu en eau précipitable tropicale.
Beryl a fait pour plusieurs milliards de dommages le long de sa trajectoire et plus de 60 décès.

### Tempête tropicaleChris
Le 24 juin, le NHC a commencé à surveiller une onde tropicale à l'est-sud-est des Petites Antilles produisant des averses et des orages désorganisés. La perturbation s'est déplacée vers l'ouest à travers la mer des Caraïbes avant de traverser la péninsule du Yucatán et d'émerger dans la baie de Campêche tôt le 30 juin. Plus tard dans la journée, une zone dépressionnaire s'est formée et s'est rapidement organisée en dépression tropicale Trois.
Le 1er juillet à 3 h UTC le système est devenu la tempête tropicale Chris à 165 km au sud-est de Tuxpan, Mexique, entrainant des alertes cycloniques de Cabo Rojo à Veracruz. À 4 h 50 UTC, le système a touché la côte près de Lechuguillas dans l'État de Veracruz, puis à 12 h UTC est redevenu une dépression tropicale dans les terres,. Finalement, le NHC a émis son dernier bulletin à 15 h UTC pour la perturbation en dissipation dans les montagnes de l'est du Mexique.
Chris a généré de fortes pluies dans les États du Chiapas, d'Hidalgo, de Morelos, de San Luis Potosí et de Veracruz, provoquant des inondations, des débordements de rivières et des glissements de terrain,. Les accumualtions maximales ont été de 361 mm à Acatlán (Veracruz) et de 318 mm à Ballesmi (San Luis Potosí). En conséquence, les autorités locales de Veracruz ont fermé des écoles dans 41 municipalités et ouvert 9 abris temporaires, qui ont hébergé 86 personnes,. Les inondations ont également endommagé de nombreuses maisons, dont près de 2 000 dans la seule ville de Huiloapan. Dans l'Hidalgo, les inondations ont forcé l'évacuation d'environ 200 familles à Yahualica (en). Plus de 20 000 personnes ont été touchées par les inondations à Xochiatipan (en), qui ont inondé des maisons et une clinique.
Une femme âgée a été mortellement électrocutée à Tampico après avoir tenté d'évacuer l'eau de son balcon. Un homme âgé a été tué à San Salvador (Hidalgo) après avoir été enseveli par une coulée de boue. En outre, quatre policiers de Tepetlán, dans l'État de Veracruz, ont été tués après avoir été emportés par un ruisseau en crue alors qu'ils inspectaient les dégâts causés par la tempête.

### OuraganDebby
Le 26 juillet, le NHC a commencé à suivre une zone orageuse désorganisée au milieu de l'Atlantique tropical ayant un potentiel à long terme de se développer au large des Grandes Antilles ou des Bahamas. Le système est passé au large du nord des Petites Antilles à la fin juillet, toujours très désorganisé mais plus étendu. Le 2 août à 15 h UTC, un premier bulletin a été émis par le NHC pour le cyclone tropical potentiel Quatre rendu sur le sud-est de Cuba. Étant donné qu'il devait entrer sur les eaux très chaudes de l'est du golfe du Mexique dans moins de 24 heures, des veilles cycloniques ont été émises pour le sud et l'ouest de la Floride et le gouverneur de l'État, Ron DeSantis, a mis 54 comtés en état d'urgence.
Selon les observations de 3 h UTC le 3 août, le système avait développé un centre fermé en surface et le NHC l'a reclassé dépression tropicale au large de Trinidad sur la côte centre-sud de Cuba. À 18 h UTC, son centre était entrée sur le détroit de Floride, un peu à l'ouest de La Havane, et le système est devenu une tempête tropicale nommée Debby trois heures plus tard ce qui a rehaussé l'alerte cyclonique pour la Floride. Le 4 août, Debby a poursuivi son chemin vers le nord au large de l'ouest de la côte floridienne tout en s'intensifiant. L'alerte cyclonique a été étendue à la Géorgie et aux Carolines et le Storm Prediction Center a émis des veilles de tornade pour certains secteurs de la Floride. Le gouverneur Brian Kemp a mis la Géorgie en état d'urgence et le gouverneur Henry McMaster de Caroline du Sud a fait de même,.
À 3 h UTC le 5 août, après le rapport de deux avions de reconnaissance, le NHC a rehaussé Debby à ouragan de catégorie 1 en approche de la Big Bend Coast. À 11 h UTC, le centre de Debby a touché la côte près de Steinhatchee (Floride) avec des vents soutenus de 130 km/h et une pression centrale de 979 hPa. Le système est rapidement retombé à tempête tropicale en entrant dans les terres du nord de la Floride puis est entré en Géorgie. En fin de matinée le 6 août, la tempête tropicale Debby a atteint la côte atlantique au sud-est de Savannah (Géorgie) et s'est mise à dériver lentement vers l'est-nord-est.
La nuit du 7 au 8 août, Debby est revenue dans les terres, entrant à Bulls Bay, juste à l'est de Charleston (Caroline du Sud), se déplaçant très lentement à 11 km/h vers le nord-ouest tout en produisant toujours des pluies torrentielles malgré son affaiblissement. À 21 h UTC le 8, Debby a été rétrogradée à dépression tropicale après être entrée sur la Caroline du Nord au sud-est de Charlotte. Douze heures plus tard, il a été estimé que Debby était devenu une une dépression frontale sur le nord de la Virginie mais étendant sa zone de pluie jusqu'au Canada. Par la suite, elle a continué sa route vers la vallée du Saint-Laurent
Debby, tant dans sa phase tropicale que post-tropicale, a donné des pluies diluviennes qui ont causé des inondations et fait au moins 9 morts,. Le coût estimé des dégâts aux États-Unis se montait à au moins  12,3 milliards $US aux États-Unis. Le montant préliminairement était au début septembre de 2,5 milliards $CAN au Québec (Canada).

### OuraganErnesto
Le 8 août, le NHC a noté qu'une zone dépressionnaire pourrait se former dans l'Atlantique central tropical. L'activité orageuse associée à une onde tropicale a commencé à se développer deux jours plus tard, montrant des signes d'organisation cyclonique à partir du 11 août. Comme le système devait toucher les Petites Antilles, le NHC l'a désigné cyclone tropical potentiel Cinq le même jour alors qu'il était à 1 530 km à l'est d'Antigua. Des alertes cycloniques ont alors été émises pour toutes les îles à partir de la Guadeloupe jusqu'à Porto Rico.
Le 12 août à 21 h UTC, grâce au rapport d'un avion de reconnaissance, le NHC a rehaussé le système à tempête tropicale nommée Ernesto alors qu'il était à 475 km à l'est-sud-est d'Antigua et se déplaçant rapidement vers l'ouest-nord-ouest. Un peu après 9 h UTC le 13, le centre d’Ernesto est passé sur la Guadeloupe pour ensuite longer les îles plus au nord-ouest dans un environnement de plus en plus favorable à son intensification.
En soirée du 13 août, Ernesto a traversé les îles Vierges et la nuit suivante est passé au nord de Porto Rico. À 15 h UTC le 14, grâce à un rapport d'un avion de reconnaissance le NHC a rehaussé le système à ouragan de catégorie 1 à 280 km au nord-ouest de San Juan (Porto Rico). La prévision d'une trajectoire tournant au nord a amené à l'émission d'une veille, puis d'une alerte, d'ouragan pour les Bermudes. À 3 h UTC le 16 août, l'ouragan a atteint la catégorie 2 à 660 km au sud-sud-ouest de l'archipel. Il est passé sur les Bermudes au cours de la nuit du 16 au 17 août avec des vents soutenus de 150 à 155 km/h.
À cause d'une injection d'air sec, Ernesto est retombé temporairement à tempête tropicale entre 3 et 21 h UTC le 18 août en s'éloignant au nord-est des Bermudes. La nuit du 19 au 20 août, le centre d’Ernesto, toujours un ouragan de catégorie 1, est passé à 110 km au sud du cap Race, Terre-Neuve, se dirigeant vers le nord-est. Le NHC l'a cependant déclaré un cyclone post-tropical à 15 h UTC, se dirigeant rapidement vers les îles Britanniques, et a cessé ses bulletins.
Ernesto a causé d'importants dégâts par la pluie et le vent dans le nord des Petites Antilles et à Porto Rico. Bien que près de la catégorie 2 au passage des Bermudes, les dégâts y ont été moindres que prévu. Sa houle cyclonique a aussi affecté les côtes depuis le nord des Antilles à la côte Est des États-Unis et du Canada. À l'île de Hilton-Head, Caroline du Sud, et à Surf City (Caroline du Nord), le courant d'arrachement généré par l'ouragan a même entraîné la mort de 3 baigneurs,.

### OuraganFrancine
Le 26 août, le NHC a noté qu'une onde tropicale dans l'Atlantique central tropical avait un potentiel de développement à long terme en se dirigeant vers l'ouest. Les averses et orages associés à l'onde sont restés peu organisés en passant  dans un environnement peu propice sur l'océan et la mer des Caraïbes. Le 7 septembre, le système a traversé la péninsule du Yucatán et est entré dans le baie de Campêche plus favorable au développement. Devenant un creux barométrique allongé en surface le lendemain, elle a été désignée cyclone tropical potentiel Six à 21 h UTC. La côte nord-est du Mexique ainsi que l'extrême sud du Texas ont alors été mis en veille de tempête tropicale.
À 15 h UTC le 9, le NHC a rehaussé le système à tempête tropicale, et l'a nommé Francine, alors qu'il était à 395 km au sud-est de l'embouchure du  fleuve Rio Grande, ajoutant la côte est du Texas et celle de la Louisiane dans les avertissements. Après s'être approchée à moins de 200 km de Brownsville/Matamoros le 10 septembre, la tempête a commencé à tourner vers le nord-nord-est et les avertissements cycloniques et d'onde de tempête ont été allongés jusqu'à la côte de l'Alabama.
À 0 h UTC le 11, le NHC a reclassé Francine à ouragan de catégorie 1 après les rapports des avions de reconnaissance. À 16 h UTC, les bandes de pluie extérieures touchaient déjà la côte de sud de la Louisiane et une plate-forme pétrolière au nord du centre du système a noté des vents soutenus de 137 km/h. À 21 h UTC, il est devenu un ouragan de catégorie 2 à 65 km au sud-sud-ouest de Morgan City (Louisiane). À 22 h UTC, le centre a touché la côte près du même endroit puis s'est mis à faiblir en entrant dans les terres. Cinq heures plus tard, Francine retombait à tempête tropicale à l'ouest de la Nouvelle-Orléans près du lac Maurepas.
À 12 h UTC le 12 septembre, le NHC a déclassé le système à dépression tropicale sur le centre-sud du Mississippi à cause de la friction et à une augmentation du cisaillement des vents en altitude. À 21 h UTC, le Weather Prediction Center (WPC), ayant pris le relais du NHC, a déclaré que Francine était devenu une dépression frontale des latitudes moyennes dans le nord du Mississippi à frontière avec Tennessee. Le matin du 13 septembre, elle est devenue une dépression coupée sur l'Arkansas et le WPC a cessé ses bulletins quelques heures plus tard.
La Nouvelle-Orléans a signalé des rafales de 125 km/h, Dulac de 156 km/h et une plateforme pétrolière de l'île Eugene de 169 km/h,. Les vents violents ont arraché les toits des bâtiments et piégé des dizaines de résidents à l'intérieur de leurs maisons au milieu de la montée des eaux due aux pluies torrentielles et à l'onde de tempête en Louisiane mais aucun décès n'a été signalé. Jusqu'à 450 000 personnes en Louisiane étaient privées d'électricité, la plupart des coupures étaient liées à des chutes de débris et non à des dommages structurels. À un moment donné, environ 500 personnes se trouvaient dans des abris d'urgence, ont indiqué les autorités. Selon la société de données immobilières CoreLogic, les pertes assurées causées par Francine pourraient atteindre 1,5 milliard $US.

### Tempête tropicaleGordon
Le 7 septembre, le NHC a noté qu'un creux barométrique pourrait interagir juste à l'ouest des îles du Cap-Vert avec une onde tropicale sortant de la côte africaine et se développer lentement. Le 11 septembre, grâce à un environnement favorable, les averses et orages ont commencé à montrer des signes d'organisation sous l'onde tropicale et à 15 h UTC, la dépression tropicale Sept s'est formée.
Après avoir dérivé vers l'ouest dans des conditions marginales de développement, la dépression a été reclassée tempête tropicale Gordon le 13 septembre à 15 h UTC à 1 600 km à l'ouest-nord-ouest des îles du Cap-Vert. Continuant à subir un cisaillement des vents modéré à fort ainsi qu'une intrusion d'air sec, le système a eu de la misère à se maintenir et est retombé à dépression tropicale en après-midi du 15 septembre au milieu de l'Atlantique tropical.
Le 17 septembre à 15 h UTC, la structure convective de Gordon est presque disparue et les données du diffusomètre indiquaient que le système ne possédait plus de centre bien défini mais était devenu un creux allongé. Le NHC a donc émis son bulletin final mais a mentionné suivre les restes du système qui avaient une possibilité de régénération plus au nord mais qui ne s'est jamais concrétisée. Gordon a passé toute sa vie en mer et aucun dommage ne lui est associé.

### Cyclone tropical potentielHuit
Le 11 septembre, le NHC a détecté une zone susceptible de développer un cyclone tropical ou subtropical au large de la côte est des États-Unis plusieurs jours plus tard. Le 15 septembre en fin d'après-midi, les restes d'une zone frontale s'y sont assez bien organisés pour forcer le NHC à émettre un premier bulletin pour le cyclone tropical potentiel, identifié comme Huit dans l'ordre de la saison 2024, qui s'approchait de la côte de la Caroline du Sud et des alertes cycloniques ont été émises pour les côtes des Carolines. Cependant, le système est toujours resté très allongé et ne s'est jamais complètement dépourvu de son caractère frontal, ne devenant donc jamais un cyclone tropical. D'après les données du radar météorologique et les observations de surface, le centre mal défini était près de la côte ou juste à l'intérieur des terres du nord-est de la Caroline du Sud en fin d'après-midi du 16 septembre. Le NHC a émis son dernier bulletin à 21 h UTC.
À l'approche de la tempête, les écoles des comtés de Charleston, Horry et Georgetown en Caroline du Sud ont fermé, obligeant les élèves à suivre des cours en ligne. Plusieurs bureaux gouvernementaux, sont également restés fermés. Selon le National Weather Service, les rafales les plus fortes enregistrées ont été de 108 km/h à Wrightsville Beach et 124 km/h au port de la US Navy de Sunny Point, Caroline du Nord,.

Boucle radar météo du 16 septembre 2024 montrant l'entrée dans les terres du cyclone potentiel Huit et la bande intense (rouge) convergeant sur la sud-ouest de la Caroline du Nord.

Le système a aussi donné de fortes pluies sur les Carolines alors que des zones autour de Carolina Beach ont enregistré in situ plus de 300 mm de pluie, allant jusqu'à 465 mm à un endroit de la ville,. AccuWeather a aussi rapporté des accumulations sur 48 heures de 480 mm près de Bald Head Island en Caroline du Nord, enregistré par des stations de son réseau. Avec un taux de  précipitations supérieur à 300 mm en 12 heures par endroits, c'est un événement ayant une période de retour de 200 ans sur la côte sud-est de la Caroline du Nord. À quelques endroits, ce taux a atteint 450 mm ce qui se rapproche du type d'événement qui devrait se produire en moyenne une fois tous les 1 000 ans selon l'Atlas 14 de la NOAA.
Des photos et des vidéos ont montré certaines routes emportées par les eaux et d'autres recouvertes jusqu'à 90 cm d'eau par la pluie et l'onde de tempête. Les inondations ont été particulièrement destructrices dans les comtés de Brunswick et New Hanover,. Un homme de 80 ans s'est noyé en tentant de rouler avec son véhicule sur une route inondée du comté de Brunswick, à environ 55 km au sud-ouest de Wilmington, malgré un barrage routier. Son véhicule a été submergé jusqu'au toit et il n'a pu en sortir à temps.

### OuraganHelene
Dès le 17 septembre, le NHC prédisait un potentiel de développement d'un système tropical à moyen terme dans le nord-ouest de la mer des Caraïbes. Le 21, des orages désorganisés ont commencé à se développer entre l'Amérique centrale et la Jamaïque. Le 23 septembre, le NHC a émis un premier bulletin pour le cyclone potentiel Neuf, alors qu'une perturbation s'est formée à 205 km au sud-sud-ouest de Grand Cayman, et mis l'ouest de Cuba ainsi que l'est de la péninsule du Yucatán en alerte cyclonique. La côte ouest de la Floride et les Keys ont été ajoutées à l'alerte au cours des bulletins suivants.
À 15 h UTC le 24, le NHC a annoncé que le système était devenu la tempête tropicale Helene à la suite d'un rapport d'avion de reconnaissance mentionnant qu'il avait développé un centre fermé en surface à 275 km au sud-sud-est du canal du Yucatán. L'alerte cyclonique a été allongée à presque toute la Floride et la Géorgie. Le matin du 25, la tempête est passée dans le canal, le centre passant juste au large de Cancún, Mexique. À 15 h UTC le même jour, le NHC reclasse Helene, entrant dans le golfe du Mexique, en ouragan de catégorie 1 et l'alerte s'étend jusqu'à l'Alabama et à la Caroline du Sud.
Tôt le matin du 26 septembre, Helene en intensification rapide est passé à la catégorie 2 de l'échelle de Saffir-Simpson à 515 km au sud-ouest de Tampa, Floride, passant à l'ouest des Keys. À 18 h 25 UTC, le NHC rehaussait l'ouragan à la catégorie 3, le second ouragan majeur de la saison, grâce au rapport d'un avion de reconnaissance. À 23 h UTC, il passait à la catégorie 4 à 235 km au sud de Tallahassee et se dirigeant rapidement vers le nord-nord-est. À 3 h 10 le 27, le centre de l'ouragan a touché la côte région de Big Bend Coast au sud-est de Tallahassee, selon le radar météorologique, à son maximum d'intensité  avec des vents soutenus de 225 km/h et une pression centrale de 938 hPa.
Helene a perdu rapidement de sa force en entrant dans les terres, passant du panhandle de Floride à la Géorgie. Le système est retombé à tempête tropicale vers 9 h UTC le 27 à l'est de Macon. À 18 h UTC, elle est rétrogradée à dépression tropicale en passant du Tennessee au Kentucky. À 21 h UTC, le NHC a émis son dernier bulletin pour Helene qui était devenue une dépression post-tropicale dans le centre du Kentucky, vouée à être absorbée par une dépression frontale.
Le bilan humain au 7 octobre, atteint au moins 232 morts pour l'ensemble des Êtats-Unis, mais plus de 600 personnes supplémentaires étaient portées disparues, ces dernières essentiellement dans le comté de Buncombe en Caroline du Nord. Il s'agit à ce moment du second ouragan le plus meurtrier à frapper les États-Unis durant les 50 dernières années, seulement surpassé par Katrina en 2005. Le bilan matériel est estimé par CoreLogic (en) à plus de 47 milliards pour le Sud-Est des États-Unis, de très loin le plus important de la saison cyclonique. Plus de 4 millions de foyers ont été privés d’électricité. Le 8 avril 2025, le National Hurricane Center a publié son rapport final faisant étant de 250 morts dont 176 directs, 71 indirects et 3 de cause inconnue.

### OuraganIsaac
Tôt le 25 septembre, le NHC a noté qu'une dépression frontale au-dessus de l'Atlantique nord, entre les Bermudes et Terre-Neuve, pourrait se transformer en cyclone tropical. Au fur et à mesure que les averses et les orages associés à la dépression se consolidaient, elle s'est détachée de ses fronts. À 3 h UTC le 26, le NHC a émis son premier bulletin pour la tempête tropicale Isaac située à 1 115 km à l'est-nord-est des Bermudes. À 9 h UTC le 27, le NHC le reclasse en ouragan de catégorie 1 à près de 1 900 km à l'ouest des Açores dans des conditions favorables.
Durant la nuit du 27 au 28 septembre, Isaac a continué son intensification pour atteindre la catégorie 2 de l'échelle à près de 1 300 km des Açores. Par la suite, l'ouragan est entré sur des eaux plus fraîches et dans une zone de cisaillement des vents en altitude plus marquée de telle sorte qu'à 3 h UTC le 29, il est retombé à la catégorie 1 à environ 1 000 km à l'ouest-nord-ouest de l'archipel. Bien que la trajectoire de l'ouragan Isaac était prévu de passer assez loin des Açores, la houle cyclonique et les vagues dangereuses qu'il générait pouvait affecter l'archipel. À 21 h UTC, le système est retombé à tempête tropicale se dirigeant vers le nord-est et débutant sa transition extratropicale.
Le 30 septembre à 15 h UTC, le système est devenu extratropical à 775 km au nord-nord-ouest des Açores selon 
les données du satellite géostationnaire. Le NHC prévoyait que l'ex-Isaac se dirigeait vers le nord des îles Britanniques au cours des jours suivants tout en faiblissant et a cessé ses bulletins. En mer, il n'a causé aucun dommage mais devait apporter du temps pluvieux sur les îles Britanniques.

### Tempête tropicaleJoyce
Le 22 septembre, une onde tropicale est sortie au large des côtes de l'Afrique de l'Ouest. Produisant initialement des averses et des orages désorganisés, l'onde a traversé un environnement généralement favorable à son développement en se dirigeant vers l'ouest. Le 27 septembre, à mi-chemin entre les Petites Antilles et le Cap-Vert, la perturbation a développé une circulation fermée et commencé à produire des vents de force coup de vent ce qui a incité le NHC à émettre un un premier bulletin pour la tempête tropicale Joyce à 15 h UTC.
Évoluant dans des conditions peu favorables de cisaillement des vents, Joyce est retombé au niveau de dépression tropicale la nuit du 29 au 30 septembre à 1 500 km à l'est des Petites Antilles. À 3 h UTC le 1er octobre, le système a dégénéré en dépression résiduelle se dirigeant vers le nord et le NHC a cessé ses bulletins.
Ayant passé toute sa vie en mer, Joyce n'a eu aucun impact.

### OuraganKirk
Le 27 septembre, le NHC a noté qu'une zone dépressionnaire pourrait se former au-dessus de l'Atlantique tropical oriental à moyen terme. Tôt le lendemain, une vaste zone de basse pression produisant une activité limitée de pluies à l'ouest du Cap-Vert. Alors que les averses et les orages associés à la perturbation devenaient mieux organisés, les images satellite du 29 septembre ont révélé que la circulation de la perturbation devenait mieux définie et à 21 h UTC, le NHC a émis un premier bulletin pour dépression tropicale Douze.
Le 30 à 12 h 35 UTC, le NHC a rehaussé le système à tempête tropicale Kirk à 1 300 km à l'ouest du Cap-Vert. À 21 h UTC le 1er octobre, le NHC a reclassé Kirk à ouragan de catégorie 1 à mi-chemin entre les Petites Antilles et le Cap-Vert avec une trajectoire tournant vers le nord-ouest. Trente heures plus tard, à la suite d'une intensification rapide, il a atteint la catégorie 3 de l'échelle de Saffir-Simpson à 1 855 km à l'est-sud-est des Petites Antilles. Le NHC précise que la forte houle cyclonique qu'il génère pourrait atteindre les côtes de certaines parties des Petites Antilles, des Bermudes, des Grandes Antilles, de la côte est des États-Unis et des Bahamas dans les jours suivants.
À 21 h UTC le 3 octobre, grâce à des conditions toujours favorables, l'ouragan a atteint la catégorie 4. Tournant ensuite vers le nord, Kirk s'est maintenu à cette intensité toute la journée du 4 octobre mais a commencé à subir du cisaillement des vents le lendemain et il est alors retombé à la catégorie 3. Sa houle cyclonique menaçait aussi loin au nord que la côte canadienne et les Açores.
La nuit du 5 au 6 octobre, l'ouragan est retombé à la catégorie 2 à 2 040 km à l'ouest de l'archipel. En fin de journée, Kirk est retombé à la catégorie 1 et a amorcé sa transition extratropicale en se dirigeant vers le nord-nord-est. À 15 h UTC le 7, le NHC a émis son dernier bulletin pour la tempête devenue extratropicale, maintenant nommée ex-Kirk, passant à 1 000 km à l'ouest nord-ouest des Açores. Celle-ci devait passer bien au nord de l'archipel en direction de la France tout en s'affaiblissant lentement.
À la suite de la re-catégorisation par le NHC de Kirk en tempête extratropicale le 7 octobre 2024, ses effets continentaux en Europe sont décrits dans la section ex-Kirk de l'article des tempêtes majeures en Europe, de la saison 2024-2025.

### OuraganLeslie
Le 29 septembre, le NHC a commencé à surveiller une onde tropicale produisant une activité orageuse limitée près de la côte de l'Afrique de l'Ouest. Le lendemain, une large zone dépressionnaire s'est formée le long de l'onde au sud des îles du Cap-Vert dans des conditions propices à un développement supplémentaire. Le système s'est progressivement mieux organisé alors qu'une large circulation fermée s'est développée le matin du 2 octobre que le NHC a désignée comme la dépression tropicale Treize. À 3 h UTC le 3 octobre, le NHC l'a reclassé tempête tropicale nommée Leslie
Le 5 octobre à 3 h UTC, le NHC a rehaussé le système à ouragan de catégorie 1 grâce aux données satellitaires alors qu'il était à environ 1 200 km à l'ouest-sud-ouest des îles du Cap-Vert. Après s'être maintenu à ce niveau durant 3 jours dans une trajectoire incurvé vers le nord-ouest, Leslie est retombé temporairement à tempête tropicale tôt le matin du 8 octobre, en plein milieu de l'Atlantique subtropical, mais est redevenu un ouragan en après-midi.
À 3 h UTC le 10 octobre, le NHC a rapporté que Leslie avait atteint la catégorie 2 de l'échelle de Saffir-Simpson malgré des conditions marginalement favorables. L'ouragan s'est maintenu à ce niveau durant 12 heures avant de retomber à la catégorie 1 à 15 h UTC et à tempête tropicale à 21 h UTC, à mesure que le cisaillement des vents en altitude augmentait.
Le NHC a déclaré Leslie un creux barométrique résiduel à 15 h UTC le 12 octobre alors qu'elle était à 1 600 km à l'ouest-sud-ouest des Açores. Les restes se dirigeaient vers le nord-est pour passer sur l'archipel le lendemain et le service météorologique portugais (IPMA) a émis une vigilance jaune pour la pluie et les vents. Le système très affaibli mais amenant beaucoup d'humidité s'est ensuite dirigé vers la péninsule Ibérique et la France où des vigilances jaune à orange pour des orages ont été émises,.
Ses effets continentaux en Europe sont décrits dans la section ex-Leslie de la saison des tempêtes hivernales en Europe de 2024-2025.

### OuraganMilton
Le 26 septembre, le NHC a commencé à surveiller la mer des Caraïbes pour un éventuel développement tropical. Trois jours plus tard, une large dépression s'est formée sur la partie ouest de ce bassin, produisant des averses et des orages désorganisés amis elle est dégénérée en creux barométrique deux jours plus tard. Ce dernier a commencé à interagir avec un front stationnaire et les restes de la dépression tropicale Eleven-E dans le Pacifique oriental, pour redévelopper en zone de dépressionnaire le 4 octobre dans l'ouest du golfe du Mexique. Le lendemain à 15 h UTC le NHC a émis son premier bulletin pour la dépression tropicale Quatorze. À 17 h 25, le système a été rehaussé à tempête tropicale Milton et une veille cyclonique a été émise pour la côte nord de la péninsule du Yucatán.
À 18 h UTC le 6, le NHC a rehaussé le système à ouragan de catégorie 1 à 465 km à l'est de Tampico au Mexique. Passant sur des eaux très chaudes et ne rencontrant aucun cisaillement des vents, Milton a subi une intensification rapide pour se hausser à la catégorie 3 tôt le 7 octobre à 265 km à l'ouest-nord-ouest de Progreso (Mexique). À 13 h 5 UTC, le NHC l'a reclassé en catégorie 4. La côte du Yucatán a été mis en alerte maximale et celle de la Floride en veille d'ouragan alors que le gouverneur de la Floride, Ron DeSantis, a mis en état d’urgence 51 comtés de l'État et demander à évacuer les côtes.
À 15 h 55 UTC le 7, le NHC a finalement reclassé Milton à la catégorie 5 de l'échelle de Saffir-Simpson grâce aux données venant d'un avion de reconnaissance qui le plaçait à 200 km à l'ouest de Progreso. À 0 h UTC le 8, les avions de reconnaissance ont rapporté une pression centrale presque record de 897 hPa et des vents de 285 km/h alors que le centre passait juste au nord de Progreso. L'ouragan a longé la côte de la péninsule du Yucatán au cours de la nuit suivante, faiblissant à la catégorie 4 à cause du remplacement de son mur de l'œil. Sa trajectoire a également tourné vers le nord-est en direction de la Floride et son diamètre était en expansion. Cependant à 21 h UTC, le NHC a annoncé que l'ouragan avait regagné la catégorie 5, presqu'aussi intense que son pic antérieur.
Une fois de plus, Milton est retombé tôt le matin du 9 octobre à la catégorie 4 à 195 km à l'ouest de Dry Tortugas. L'ouragan est graduellement descendu à la catégorie 3 durant la journée et son centre a touché la côte de Floride à 0 h 30 UTC le 10 octobre à Siesta Key dans le comté de Sarasota. Il a ensuite traversé la Floride d'ouest en est, passant juste au sud d'Orlando, pour ressortir dans l'Atlantique juste au nord de Cape Canaveral à 9 h UTC à la catégorie 1 de Saffir-Simpson. À 18 h UTC, le système est devenu une puissante tempête frontale à plus de 300 km à l'est de la côte floridienne.
Un estimé préliminaire des dégâts en Floride, publié le 11 octobre par l'agence de notation financière Fitch Ratings, varie de 30 à 50 milliards $US. À ce moment, deux personnes étaient mortes au Mexique et 24 en Floride,,,. Dans son rapport du 31 mars 2025, le National Hurricane Center rehausse le nombre de morts à 45 dont 18 directs (15 en Floride et 3 au Mexique) et 27 indirects.

### Tempête tropicaleNadine
Le 15 octobre, une vaste zone dépressionnaire s'est formée dans le sud-ouest de la mer des Caraïbes. La perturbation s'est déplacée lentement vers le nord-ouest au large des côtes de l'Amérique centrale au cours des deux jours suivants devenant progressivement mieux définie et organisée. À 21 h UTC le 18, le système est devenu le cyclone tropical potentiel Quinze et des alertes ont été émises pour la côte du Belize et du Quintana Roo au Mexique.
À 6 h UTC le 19, le NHC a rehaussé le système à tempête tropicale et l'a nommé Nadine alors qu'il était à 190 km à l'est de Belize City. À 16 h UTC, la tempête à touché la côte juste au sud de Belize City et la station météo de San Pedro a rapporté des rafales de 107 km/h. À cause de la friction, le système est rapidement retombé à dépression tropicale en entrant dans le nord du Guatemala tout en déversant de fortes quantités de pluie. Cette dernière a finalement été déclarée un creux barométrique résiduel à 15 h UTC le 20 dans le sud du Chiapas au Mexique. Le NHC a mentionné que les restes devaient déboucher au large de la côte du Pacifique ensuite où ils ont aidé à former un autre système sur ce bassin, soit l'ouragan Kristy.
Nadine a laissé jusqu'à 51 mm de pluie au Belize, 90 mm ou plus dans les États du sud au Mexique et au Guatemala. Ces pluies ont provoqué le débordement de rivières et de certains barrages. Plusieurs maisons ont été inondées, des pannes de courant et des arbres déracinés ont également été signalés avec les vents alors que de fortes vagues ont bloqué environ 300 navires côtiers à Campeche,. Nadine a également provoqué des précipitations dans certaines régions du nord du Honduras.
Au Chiapas, Mexique, trois personnes ont perdu la vie à cause de la tempête. Deux personnes sont mortes dans une maison de la municipalité de Tila, ville touchée par un glissement de terrain, et l'autre à San Juan Chamula où un homme s'est noyé lorsque son véhicule a été emporté par les eaux de crue.

### OuraganOscar
Le 10 octobre, une onde tropicale produisant des averses et des orages désorganisés est apparue au large de la côte ouest de l'Afrique. Une large zone de dépressionnaire produisant des vents de force tempête s'est formée le long de l'onde, traversant le Cap-Vert le lendemain et se déplaçant vers l'ouest dans un environnement défavorable. Elle est restée désorganisée lorsqu'elle est passée au nord de Porto Rico le 18 octobre mais une circulation fermée s'est finalement développée et a été désignée tempête tropicale Oscar le 19 octobre à 15 h UTC au nord d'Hispaniola. Des alertes cycloniques ont été émises pour les îles Turques-et-Caïques, le sud-est des Bahamas et le sud-est de Cuba.
Le système est rapidement devenu un ouragan de catégorie 1 à 18 h UTC, selon le rapport d'un avion de reconnaissance, juste au sud-est de l'île Grand Turk. Très compact, ses vents de force d'ouragan ne dépassait pas un rayon de 10 km autour du centre et ceux de force de tempête affectant un rayon de 75 km : ces valeurs font de lui le cyclone tropical le plus petit jamais enregistré, faisant tomber le précédent record détenu par Tracy depuis décembre 1974,. Durant la nuit du 19 au 20 octobre, le NHC a rapporté que selon le radar météorologique, Oscar avait touché Great Inagua aux Bahamas.
À 21 h 50 UTC le 20, l'imagerie satellite et radar ont indiqué qu'Oscar, toujours un ouragan de catégorie 1, a touché la côte cubaine près de Baracoa. Le système est retombé 6 heures plus tard à tempête tropicale en s'enfonçant lentement dans le sud-est de l'île, déversant des pluies torrentielles. Après avoir contourné Guantánamo, la tempête très affaiblie est retournée sur la côte atlantique de la province de Holguín en fin de journée le 21 octobre. La nuit suivante, Oscar a traversé les îles près de Long Island (Bahamas) en direction nord-est. Finalement à 17 h 20 UTC le 22, le NHC l'a déclaré post-tropical en quittant l'archipel.
Oscar a causé des dégâts importants au sud-est de Cuba et fait 7 victimes,.

### Tempête tropicalePatty
Le 31 octobre, une dépression non tropicale située à environ 890 km à l'ouest des Açores occidentales a commencé à produire des averses et des orages autour de son centre. Le lendemain, le système a commencé à produire de la convection en son centre malgré des températures océaniques de seulement 21 °C, inférieures à ce qui est normalement nécessaire pour la cyclogenèse tropicale. Le système a acquis des caractéristiques subtropicales le 2 novembre et a été désigné tempête subtropicale Patty.
Quelques heures plus tard, elle s'est renforcée, avec des vents soutenus de 100 km/h, mais en fin de journée, la symétrie convective de la tempête avait diminué, ce qui l'a fait faiblir légèrement en passant juste au sud des Açores centrales. Alors que Patty perdait en intensité, elle s'est transformée en tempête tropicale le 4 novembre à 3 h UTC. À 15 h UTC, le système a dégénéré en un creux barométrique en chemin vers le Portugal et le NHC a émis son dernier bulletin.

### OuraganRafael
Le 26 octobre, le NHC a commencé à surveiller le sud-ouest de la mer des Caraïbes en prévision d'un développement tropical. Le 1er novembre, une large zone dépressionnaire a commencé à se développer sur le sud-ouest des Caraïbes, associée à la circulation atmosphérique locale. La perturbation a commencé à montrer des signes d'organisation le 3 novembre, ce qui a amené le NHC à la désigner comme cyclone tropical potentiel Dix-Huit en après-midi. Les données des chasseurs d'ouragans, l'imagerie satellite et les observations de surface ont révélé ensuite que la perturbation avait développé un centre bien défini et produisait une convection profonde organisée, assez pour être reclassée en dépression tropicale à 15 h UTC le 4 novembre à 310 km au sud de Kingston (Jamaïque) et des alertes cycloniques ont été émises pour la Jamaïque, les îles Caïmans et Cuba. À 21 h UTC, le système s'est renforcé avec l'intensité d'une tempête tropicale, nommée Rafael.
Le 5 novembre, le système est passé juste au large de la pointe Ouest de la Jamaïque, poursuivant son intensification. À 0 h 20 UTC le 6, le NHC a rehaussé Rafael à ouragan de catégorie 1 de l'échelle de Saffir-Simpson, alors qu'il était tout près de Little Cayman, après avoir reçu le rapport d'un avion de reconnaissance de la NOAA. À 12 h UTC, Rafael est passé à la catégorie 2 en se dirigeant vers l'île de la Jeunesse. Poursuivant son intensification rapide, il a atteint la catégorie 3 à 18 h UTC juste à l'est de l'île. Rafael a ensuite touché la côte cubaine juste à l'est de Playa Majana, près d'Artemisa, à 21 h 15 UTC, ses vents soutenus atteignaient 185 km/h et la pression centrale 956 hPa. L'ouragan s'est enfoncé dans les terres vers le nord-ouest et a faibli en catégorie 2 pour ressortir sur le golfe du Mexique à environ 65 km à l'ouest de La Havane vers 23 h UTC.
Tournant ensuite vers l'ouest, Rafael a repris lentement de son intensité pour remonter à la catégorie 3 durant la nuit du 7 au 8 novembre à 440 km au nord-nord-est de Progreso (Mexique), répandant sa houle cyclonique dans tout le golfe du Mexique. Cependant, ce fut de courte durée car il est retombé au maximum de la catégorie 2 en matinée du 8 puis a continué de faiblir en faisant face à de l'injection d'air sec et un cisaillement des vents en altitude en augmentation. À 3 h UTC le 9, le système est retombé à tempête tropicale, errant au milieu du golfe du Mexique. Le 10 novembre, elle s'est encore plus désorganisée et à 21 h UTC, le NHC l'a déclarée dépression résiduelle post-tropicale dans son dernier bulletin.
Au moins cinq décès ont été enregistrés au Panama en raison des fortes inondations et de glissements de terrain provoqués par le précurseur de Rafael. Les autorités rapportent un décès en Colombie et deux morts en Jamaïque avec le cyclone lui-même,.

### Tempête tropicaleSara
Le 11 novembre, une zone dépressionnaire, associée à une onde tropicale, s'est formée au sud d'Hispaniola sur le centre de la mer des Caraïbes. Le système s'est déplacé généralement vers l'ouest en direction de l'Amérique centrale et le NHC a noté la forte possibilité de développement tropical en raison des conditions environnementales favorables. Bien que sa circulation de bas niveau soit restée large et pris une forme allongée dans l'après-midi du 13 novembre, le NHC l'a désigné cyclone tropical potentiel Dix-neuf et lancé des alertes cycloniques pour l'Amérique centrale.
Le 14 à 12 h UTC, le système est rehaussé à dépression tropicale à 150 km au nord-est du cap Gracias a Dios, puis à tempête tropicale Sara à 18 h UTC. Elle s'est ensuite dirigée vers l'ouest, son centre longeant la côte du Honduras et déversant des pluies torrentielles sur le pays. Sara est devenu quasi-stationnaire au-dessus des Îles de la Baie le 15 novembre en mi-journée. Le 16 en après-midi, le système a recommencé à se déplacer lentement vers le Belize, poursuivant ses pluies diluviennes sur l'ouest du Honduras, le Guatemala et le Belize mais faiblissant lentement.
Vers 14 h UTC le 17, la tempête a touché la côte à environ 50 km au sud de Belize City, près de Dangriga, et est entrée dans les terres. À 18 h UTC, le NHC l'a reclassée dépression tropicale près de la frontière avec le Guatemala et le Mexique. Finalement, à 9 h UTC le 18, le NHC a émis son dernier bulletin pour le système en dissipation après être passé au-dessus de la péninsule du Yucatán et ressortant comme un creux barométrique sur la baie de Campêche. Il est cependant précisé que l'humidité résiduelle serait absorbée par système frontal venant du continent et contribuerait à de fortes précipitations le long la côte nord du Golfe du Mexique au cours des jours suivants.
Le matin du 17 novembre, le gouvernement du Honduras a rapporté que des accumulations de pluie allant jusqu'à 40 pouces (1 016 mm) ont été reçues par endroits. Des inondations catastrophiques et des coulées de boue ont été rapportées. Au 20 novembre, les autorités rapportaient au moins 11 décès en Amérique centrale et à Hispaniola,,,.